# Emanuel Geibel
Franz Emanuel August Geibel (Lübeck, 1815. október 18. – Lübeck, 1884. április 6.) német költő.

## Életútja
1835-ben a bonni egyetemre ment, ahol teológiát és filológiát, majd pedig esztétikát tanult. Berlinben, ahová 1836-ban ment, Chamisso, Gaudy és Kugler voltak barátai, akik költői tehetségét sokra tartván, buzdították. Savigny és Bettina közbenjárására Katakazi herceg, athéni orosz nagykövet házában nevelő lett, amikor beutazta Ernst Curtius nevű barátjával az Archipelagust. 1840-ben visszatért Lübeckbe, ahol Görögországban szerzett tapasztalatait földolgozta és a román irodalommal kezdett foglalkozni. Első költeményeinek megjelenése a porosz királyt arra bírták, hogy 1843-ban 300 tallér évi fizetést adományozzon neki. 1852 tavaszán II. Miksa bajor király, mint esztétikatanárt, a müncheni egyetemre hívta. Ekkor állt Geibel munkásságának delén, ekkor volt a müncheni költői iskola feje és ekkor nyerte el a nemességet. A szerencse nagyban kedvezett neki, de már 1855-ben elvesztette ifjú nejét, Adát, s maga is a müncheni klímától megtámadva, betegeskedni kezdett, ezért hivatalairól leköszönve, 1868-ban Lübeckbe ment. 1889. október 18-án leplezték le ugyanitt emlékszobrát (Volztól).

## Munkássága
Geibel mint író először Ernst Curtius-szel lépett föl, akivel a Klassische Studient szerkesztette (Bonn, 1840), ahol a görög nyelvből fordított versei jelentek meg. Ezt követték Gedichte (Berlin, 1840; 118. kiad. Stuttgart, 1892) cimen kiadott költeményei, melyek egyszerű hanguk, igaz érzelmük, hangulatos voltuk és kitűnő technikájuk által rendkívüli feltűnést keltettek. Román irodalmi tanulmányának eredményei: Volkslieder und Romanzen der Spanier, verdeutscht (Berlin, 1843); Span. Liederbuch (mit Paul Heyse, uo. 1852); Romanzen der Spanier und Portugiesen (mit Schack, Stuttgart, 1860) és Fünf bücher franz. Lyrik (mit H. Leuthold, uo. 1862). Egyéb munkái: Zeitstimmen (Lübeck, 1841); König Sigurd Brautfahtr (Berlin, 1846; 4. kiad. Stuttgart 1877); Zwölf sonette (Lübeck, 1846); Juniuslieder (Stuttgart, 1848; 30. kiadás 1888); Neue Gedichte (uo. 1856; 23. kiad. 1892); Gedichte u. Gedenkblätter (uo. 1864; 9. kiad. 1887); Spätherbslätter (uo. 1877, 7. kiad. 1889). Politikai közleményeit Heroldsrufe, Aeltere u. neuere Zeitgedichte (Stuttgart, 1871; 5. kiad. 1888) címen adta ki. A görög és római irodalomból átültetett versei, Klassische Liederbuch (Berlin, 1865; 5. kiad. 1888) címen jelentek meg, melyek a műfordítás gyöngyeinek mondhatók. Kevésbé szerencsések drámai kisérletei. Lorelei c. operaszövegét a zseniális Mendelssohn-Bartholdynak írta, aki azonban korai elhunyta folytán csak egy részét zenésítette meg. Fantasztikus vígjátéka Meister Andrea (Stuttgart, 1855; 2. kiad. 1873); Tragédiái: König Roderich (Stuttgart, 1844); Brunhilda (Stuttgart, 1854; 4. kiadás 1877) és Sophonisbe (uo. 1868; 4. kiadás 1885; 1869-ben a Schiller-dijat nyerte el), nagyobb színpadi sikert nem arattak. Szellemdús dramolettje is: Echter gold bleibt klar im Feuer (Schwein, 1882), mely még legnagyobb színpadi sikert ért el, alapjában nem elég drámai. Geibel összes művei Gesammelte Werke címen 8 kötetben jelentek meg (Stuttgart, 1883-1884; 2. kiad. 1888); Briefe an Karl Breiherr v. der Malsburg-ot A. Duncker adta ki (Berlin, 1885).

## Forrás
- Geibel. In  A Pallas nagy lexikona. Szerk. Bokor József. Budapest: Arcanum – FolioNET. 1998.  ISBN 963 85923 2 X